# Pediocactus
Pediocactus Britton & Rose, 1913 è un genere di piante succulente della famiglia delle Cactaceae.

## Descrizione
Presenta una forma globosa all'apice, e cilindrico-colonnare per quanto riguarda il fusto. Ha numerose areole ovali sulle quali spuntano spine dure e di colore bianco. Produce fiori rossi e gialli in estate.

## Distribuzione geografica
L'areale del genere si estende negli Stati Uniti meridionali (Arizona, Colorado, Idaho, Montana, Nevada, Nuovo Messico, Oregon, Sud Dakota, Utah, Washington, Wyoming).

## Tassonomia
Il genere comprende le seguenti specie:
- Pediocactus bradyi L.D.Benson
- Pediocactus knowltonii L.D.Benson
- Pediocactus nigrispinus (Hochstätter) Hochstätter
- Pediocactus paradinei B.W.Benson
- Pediocactus peeblesianus (Croizat) L.D.Benson
- Pediocactus sileri (Daul) L.D.Benson
- Pediocactus simpsonii (Engelm.) Britton & Rose

## Coltivazione
Il terreno deve essere sabbioso e ricco di pomice, ma senza torba, che in pochi anni può distruggere le radici. Da porre in luogo luminoso e arieggiato.
Pediocactus ha bisogno di poche annaffiature, e bagnare abbondantemente solo durante la ripresa vegetativa, verso febbraio-marzo.
Può resistere a temperature piuttosto rigide: se il terreno asciutto, fino a 7° sotto zero, mentre con terriccio bagnato a 5° sopra lo zero.
Conservare sempre all'aperto e mai in serra. Fiorisce nei mesi di aprile e maggio.